# ۲۲۶ (پیش از میلاد)
۲۲۶ (پیش از میلاد) ۲۲۶مین سال قبل از تقویم میلادی است.